# Бартоломей Бучацький
Язловецький Бартош (Бартоломей; Бартош з Бучача, Язловця; пол. Bartosz z Buczacza i Jazłowca Jazłowiecki; пом. 2 серпня/2 вересня 1457) — шляхтич, військовик, урядник Королівства Польського. Представник роду Язловецьких.

## Життєпис
Найстарший син магната Теодорика Бучацького-Язловецького та його другої дружини Катажини з Язловця, Мартинова, Монастириська.
Підписався як свідок в угоді (укладеною в Снятині) з молдавським канцлером Міхаєм (Михайлом) разом зі снятинським та коломийським старостою — стрийком Міхалом «Мужилом» Бучацьким. Після батька у 1455 році став кам'янецьким старостою. Мав посаду генерального старости подільського.
18 вересня 1456 року в Кам'янці-Подільському суддя Зиґмунт з Новосілець та підсудок Ян з Боришківців підтвердили продаж подільським старостою Б. Язловецьким свого села Хмелева на Поділлі (Червоногродський повіт) за 60 кіп звиклої монети Олександру Говоркові. Ярослав Стоцький вказав, що був дідичем Бучача.
Загинув разом з Іваном (Яном) Лащем у битві з татарами. Після його смерті: кам'янецьким старостою став брат Міхал; молодші брати Міхал, Ян разом успадкували його частину родинних маєтностей (у багатьох документах тих часів, зокрема, в найдавніших записах галицьких судів, записано: Міхал та Ян на Бучачі та Язловці, рідні брати нероздільні.).

## Зауваги
1. ↑  інформація у книзі не має конкретного посилання на джерело, але поки не можна її  відкидати, бо в ті часи часто бувало кілька власників навіть у сіл